# Totò sexy
Pour plus de détails, voir Fiche technique et Distribution.
Totò sexy est une  comédie mondo italienne de Mario Amendola sortie en 1963.
Il s'agit d'un simple montage de scènes rejetées de Totò la nuit. Il a attiré environ 880 000 spectateurs, soit beaucoup moins que d'habitude pour un film mettant Totò en scène.

## Synopsis
Deux musiciens ambulants, Ninì et Mimì, sont arrêtés pour contrebande. Envoyés en prison, elles passent leur temps à se remémorer leurs voyages d'agrément dans des lieux interlopes.

## Fiche technique
- Titre italien : Totò sexy[2]
- Réalisation : Mario Amendola assisté de Ruggero Deodato
- Scénario : Bruno Corbucci, Giovanni Grimaldi
- Photographie : Alessandro d'Eva
- Montage : Jolanda Benvenuti (it)
- Musique : Armando Trovajoli
- Décors : Ennio Michettoni
- Production : Mario Mariani
- Sociétés de production : Cinex, Incei Film
- Pays de production :  Italie
- Langue originale : italien
- Format : Couleurs par Eastmancolor - Son mono
- Durée : 90 minutes
- Genre :  comédie mondo
- Dates de sortie : 
  - Italie : 5 septembre 1963

## Distribution
- Totò : Ninì Cantachiaro
- Erminio Macario : Mimì Cocco
- Mario Castellani : Umberto, le gardien
- Mario Pisu : Inspecteur De Marchi
- Mimmo Poli : un prisonnier
- Andrea Scandurra : le bagnard chauve
- Gianni Agus : inspecteur des douanes
- Pasquale De Filippo : un bagnard
- Franco Giacobini : employé d'une compagnie aérienne
- Gianni Baghino : compagnon de cellule
- Linda Sini : hôtesse de l'air
- Lando Buzzanca : passager d'une compagnie aérienne
- Gianni Morandi : lui-même
- Gisella Ferrini : elle-même